# José Antonio González Lanuza
José Antonio González Lanuza (La Habana, 1865-La Habana, 1917) fue un jurista y profesor cubano.

## Biografía
Nacido el 17 de julio de 1865 en La Habana, tuvo como padres a Antonio González y Gayol, de la localidad española de Ribadeo, y María Josefa Lanuza y Gárate, de la localidad cubana de Artemisa. Catedrático de Derecho Penal de la Universidad de La Habana, fue defensor de la pena de muerte y apoyó la intervención estadounidense en la isla de Cuba. En 1896 había sido deportado al norte de África, a las islas Chafarinas y a Ceuta, por su actividad en favor de la independencia cubana. Autor de obras como La necesidad de mantener la pena de muerte y Psicología de Rocinante, falleció el 27 de junio de 1917 en su ciudad natal.